# Teorija enačb
Teorija enačb v matematiki obsega velik del tradicionalne algebre. Obravnava polinome, algebrske enačbe, razločevanje ničel (vključno s Sturmovim izrekom),  približno določanje ničel ter uporaba matrik in determinant pri reševanju enačb.